# Petter Schultz
Petter Schultz (Peter Schult), född 1647 i Stockholm, död 27 mars 1698 i Stockholm, var en svensk hovbildhuggare.

## Biografi
Petter Schultz var son till siden- och skönfärgaren Jürgen Schultz och Anna Maria Kristenia och från 1677 gift med änkan Agneta Ringh. Schultz utbildades till bildhuggare av Markus Hebel 1662–1665 och Johan Wendelstamm 1665–1668. Han blev gesäll 1668 och fick ett pass utfärdat som gav honom möjlighet att resa utomlands för att fortsätta sina studier. 
Efter en tvåårig gesällvandring återvände Schultz till Stockholm där han i fortsättningen arbetade med både trä och stenbildhuggeri. Han blev mästare 1676 och något år senare hovbildhuggare samtidigt som han etablerade en för den tiden ansedd verkstad. Han utverkade 1683 ett privilegium att få bedriva egen marmorbrytning på Södertörn och flera bevarade handlingar visar att han ägt ett stridbart och retligt sinnelag mot markägare på Södertörn och mot bönhasar. Hans sinnelag medförde att han kunde gå handgripligt tillväga och flera av hans lärlingar rymde från honom under 1670-talet varav Johan Ulrich Beuerlein lyckades rymma två gånger. 

## Verk
Petter Schultzs första kända arbete är det nu försvunna träepitafiet över föräldrarna och en syster i Sankt Jacobs kyrka som han utförde 1667 under läroåren hos Wendelstamm. Efter återkomsten från sin gesällvandring återupptog han samarbetet med den Wendelstammska verkstaden där änkan efter Wendelstamms död 1670 fortsatte verksamheten. Enligt arkivariska källor svarade Schultz tillsammans med Wendelstamm för ett epitafium i svart sandsten över vicepresidenten Erland Kafle och dennes maka Brita i Knivsta kyrka, Uppland. Då det monterades 1675 flera år efter Wendelstamms död antar man att det färdigställdes av Schultz men man kan spåra Wendelstamms arbete i de huggna figurskulpturerna. Samma år levererade änkefru Hedvig Wendelstamm och Schultz material för ett kalkstensepitafium till Ösmo kyrka i Södermanland över friherrinnan Helena Fleming och hennes båda avlidna makar. Det monterades 1677 och samarbetet slutade med att Schultz och Wendelstamm måste gå till skiljedom angående arvodets fördelning. Med stöd av de rätt klumpiga puttifigurer som pryder detta epitafium samt vissa tekniska detaljer har Bertil Waldén attribuerat ett epitafium i Arboga stadskyrka över borgmästaren Lorens Höijer och dennes maka, dotter och svärson till Schultz och han är troligen även upphovsman till epitafierna i Floda kyrka och Ytterjärna kyrka i Södermanland. Ett av Schultz mer omfattande arbeten var de två allegoriska kvinnofigurerna Kärleken och Förnuftet som han utförde i sandsten till västra ingångsporten på Stockholms storkyrka 1675 samma år fick Schultz en beställning från Riddarholmskyrkan på ett par kopior av de kungsstolar som Nicolaes Millich utförde för Slottskyrkan men dessa är sedan 1700-talet försvunna. Han fick sitt första uppdrag för hovet 1675 då han kontrakterades att utföra tre lejonhuvuden och 422 metoper för hovstallet. 1677 utförde han en häststaty som skulle användas vid festdekorationer vid Karl XI återkomst från kriget i Danmark men redan innan kungen anlänt till Stockholm monterades statyn ner och återlämnades till Schultz som vägrade att ta den åter. Enligt hovets kassaböcker levererade Schultz 1683 två bordsskivor av marmor, 1686 en del träarbeten för kungliga familjen, däribland ett garde träsoldater åt den blivande Karl XII. 1687 utförde han bildhuggeriarbeten till Herkulesfontänen i Drottningholms slottspark. Tillsammans med Hans Herman Steyerwalt svarade han för utförandet av Nicodemus Tessins stora altaruppsats för Riddarholmskyrkan. Skulpturarbetet i denna altaruppsats är långt ifrån imponerande och de båda förgyllda änglar som knäböjande flankerar den brutna segmentgaveln har fått betyget anskrämligt undermåliga av af Ugglas. Ett epitafium över landshövding Gustav Duwalls barn i Kristine kyrka Falun 1678 kan attribueras till Schultz genom en fordran i bouppteckningen detta epitafium pryds av tämligen otympliga puttifigurer. Han har en betydligt högre kvalitet i fältmarskalk Åke Tott och Sigrid Bielges gravmonument i Åbo domkyrka som han utförde i svart och vit marmor 1678 och gravmonumentet över biskop Jöns Elai Terserus i Linköpings domkyrka. Schultz ansvarade för uppsättningen av Hendrik Frans Verbruggens gravmonument över greve Christoffer von Dohna i Uppsala domkyrka 1687 i samband med detta arbete utförde han även tretton bilder till kyrkans astronomiska ur som förstördes vid branden i Uppsala 1702. För orgelverket i Kristine kyrka i Falun utförde han två musicerande figurer i trä som monterades på orgelverket 1687. Hans sista bildhuggeriarbete var två stycken sandstensstatyer till ett epitafium över riksrådet Nils Brahe i Östra Ruds kyrka, Uppland av stilistiska skäl att döma identiska med de båda skulpturerna som finns i nischerna på ömse sidor om det stora epitafiet, skulpturerna föreställer Veritas och Constantia. Ett år senare levererade Hans Jerling ytterligare två skulpturer och möjligtvis är det även Jerling som slutförde Schultz skulpturer efter att Schultz avled.   
Schultz har i äldre konstlitteratur ofta karakteriserats som Nicolaes Millich närstående av begynnande barock påverkad konstnär och i analogi därmed felaktigt tillskrivits flera verk som man senare kunnat visa var utförda av Millich eller andra modernt orienterade skulptörer. I sina kända verk framstår Schultz närmast som en konservativt arbetande hantverksmästare som vinnlagt sig om ett tekniskt gediget utförande av dekorativa dräktdetaljer men som i sina bästa arbeten även lyckats åstadkomma en monumental helhetssyn. De arbeten som bär de största släktskapen med Millichs konstnärskap är de två statyerna för Stockholms storkyrka. Någon direktkontakt mellan de båda skulptörerna är inte känd förutom att Millich i en tvist mellan biskop Terserius och Schultz 1684 vittnade om att Schultz arbete med gravmonumentet var wäll och riktig giordt. Vid sin bouppteckning ägde Schultz bland annat ett med arkitekturverk välförsett bibliotek där han troligen hämtade förlagor för sina egna arbeten.